# Municipio de Mineral de la Reforma
El municipio de Mineral de la Reforma es uno de los ochenta y cuatro municipios que conforman el estado de Hidalgo, México. La cabecera municipal es la localidad de Pachuquilla, y la localidad más poblada es La Providencia.
El municipio se localiza al centro del territorio hidalguense entre los paralelos 19° 58’ y 20° 09’ de latitud norte; los meridianos 98° 39’ y 98° 47’ de longitud oeste; con una altitud entre 2400 y 2900 m s. n. m. Este municipio cuenta con una superficie de 112.50 km², y representa el 0.54 % de la superficie del estado; dentro de la región geográfica denominada como la Cuenca de México y la Comarca Minera.
Colinda al norte con los municipios de Pachuca de Soto y Mineral del Monte; al este con los municipios de Mineral del Monte y Epazoyucan; al sur con los municipios de Epazoyucan y Zempoala; al oeste con los municipios de Zempoala y Pachuca de Soto.
Mineral de la Reforma se considera dentro de los municipios metropolitanos de la zona metropolitana de Pachuca, integrada también por los municipios de Epazoyucan, Pachuca de Soto, Mineral del Monte, San Agustín Tlaxiaca, Zapotlán de Juárez y Zempoala, siendo Pachuca de Soto el municipio central.

## Toponimia
Nombrado “Mineral” por las minas que hay en la región; y “Reforma”, por el periodo histórico mexicano.

## Geografía

### Relieve e hidrográfica
En cuanto a fisiografía se encuentra dentro de la provincia Eje Neovolcánico; dentro de la subprovincia Lagos y Volcanes de Anáhuac (91.0%), Sierras y Llanuras de Querétaro e Hidalgo (9.0%). Su territorio es llanura (56.0%), lomerío (36.0%) y sierra (8.0%). Existen algunas elevaciones de pequeña altitud como el cerro de Tlaquilpan, Cerro del Chilelete, Cerro Gordo, Cerro del Amaque y Cerro de Peña Pegada.
En cuanto a su geología corresponde al periodo neógeno (34.85%) y cuaternario (42.0%). Con rocas tipo ígnea extrusiva: toba ácida (26.85%), andesita-brecha volcánica intermedia (3.0%), riolita-toba ácida (3.0%) y riolita (2.0%); suelo: aluvial (42.0%). En cuanto a edafología el suelo dominante es feozem (61.85%) y regosol (15.0%).
En lo que respecta a la hidrología se encuentra posicionado en la región hidrológica del Pánuco; en las cuenca del río Moctezuma; dentro de la subcuenca del río Tezontepec. Este municipio cuenta con un solo río; de los Hules, que cruza el municipio de norte a sur, encontrándose al final (en el sur) con el río Atempa.

### Clima
El territorio municipal se encuentran los siguientes climas con su respectivo porcentaje: Semiseco templado (92.0%), templado subhúmedo con lluvias en verano, de menor humedad (7.0%) y semifrío subhúmedo con lluvias en verano, de mayor humedad (1.0%). Con regímenes de lluvias en los meses de junio, julio, agosto y septiembre teniendo una precipitación pluvial de 392 mm, por año. Los meses más calurosos se presentan en mayo, junio, julio y agosto. La temperatura media anual es de 16 grados centígrados.

### Ecología
La flora en el municipio tiene una vegetación compuesta por plantas xerófilas como: maguey, nopal, mezquite, cactus, biznaga, huizache, y pirú. La fauna se comprende animales como, conejos y roedores, algunas aves como el cenzontle, paloma, cuervo, lechuza, gorrión, y pocos reptiles como la lagartija, víbora y camaleón así como un gran número de insectos.

## Demografía

### Población
De acuerdo a los resultados que presentó el Censo Población y Vivienda 2020 del INEGI, el municipio cuenta con un total de 202 749 habitantes, siendo 96 259 hombres y 106 490 mujeres. Tiene una densidad de 1801.6 hab/km², la mitad de la población tiene 30 años o menos, existen 90 hombres por cada 100 mujeres.
El porcentaje de población que habla lengua indígena es de 2.22 %, y el porcentaje de población que se considera afromexicana o afrodescendiente es de 2.10 %. En el municipio se habla principalmente Náhuatl (69.4 %) y Otomí (22.0 %).
Tiene una Tasa de alfabetización de 99.3 % en la población de 15 a 24 años, de 98.3 % en la población de 25 años y más. El porcentaje de población según nivel de escolaridad, es de 1.4 % sin escolaridad, el 33.8 % con educación básica, el 30.1 % con educación media superior, el 34.5 % con educación superior, y 0.2 % no especificado.
El porcentaje de población afiliada a servicios de salud es de 70.4 %. El 60.6 % se encuentra afiliada al IMSS, el 16.6 % al INSABI, el 20.6 % al ISSSTE, 0.4 % IMSS Bienestar, 1.3 % a las dependencias de salud de PEMEX, Defensa o Marina, 1.5 % a una institución privada, y el 0.7 % a otra institución. El porcentaje de población con alguna discapacidad es de 9.3 %. El porcentaje de población según situación conyugal, el 31.7 % se encuentra casada, el 34.9 % soltera, el 20.9 % en unión libre, el 5.7 % separada, el 3.3 % divorciada, el 3.3 % viuda.
Para 2020, el total de viviendas particulares habitadas es de 63 885 viviendas, representa el 7.5 % del total estatal. Con un promedio de ocupantes por vivienda 3.2 personas. Predominan las viviendas con tabique y block. En el municipio para el año 2020, el servicio de energía eléctrica abarca una cobertura del 99.6 %; el servicio de agua entubada un 96.3 %; el servicio de drenaje cubre un 99.6 %; y el servicio sanitario un 99.6 %.

### Localidades

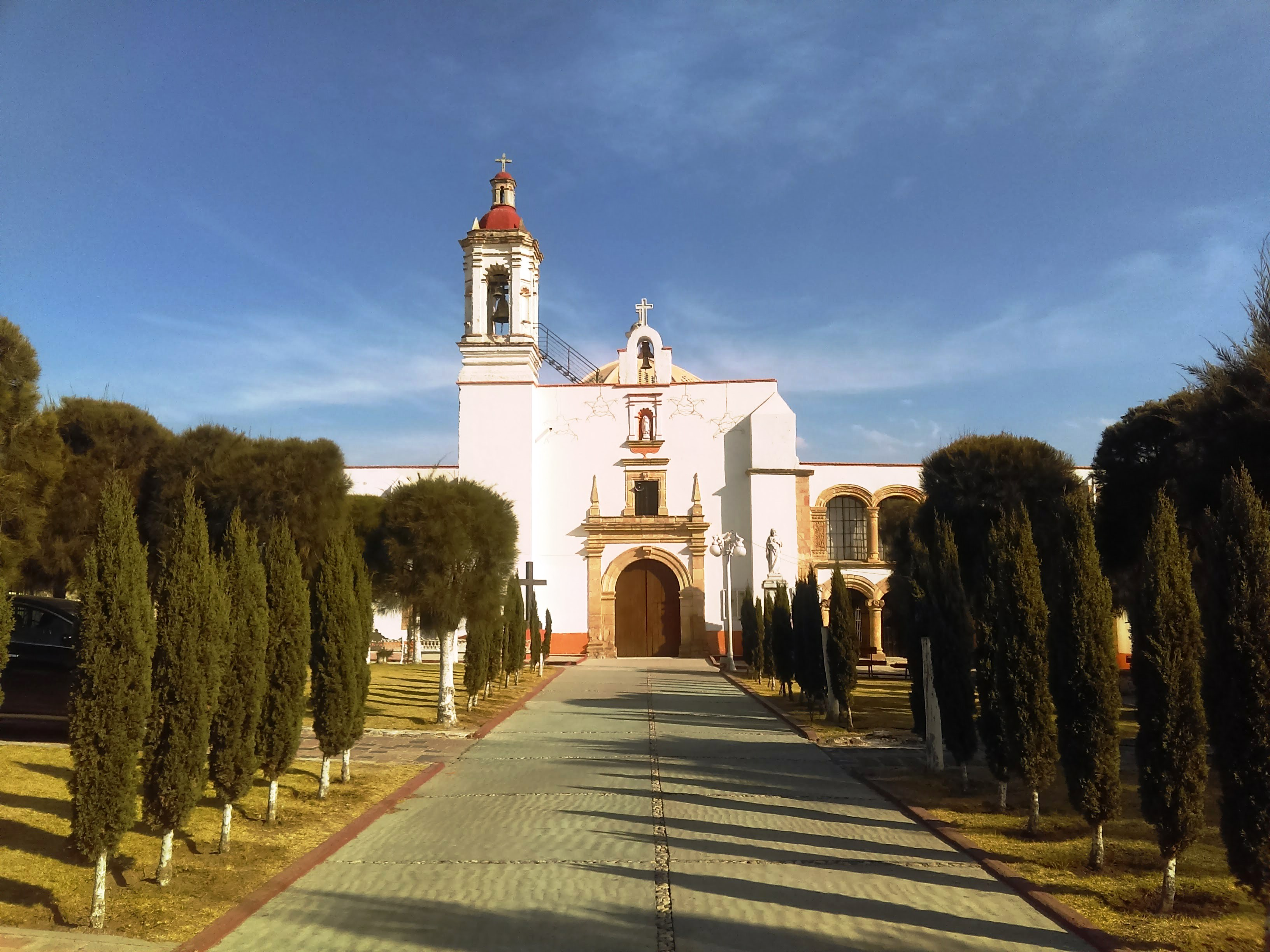
Localidad de Pachuquilla.

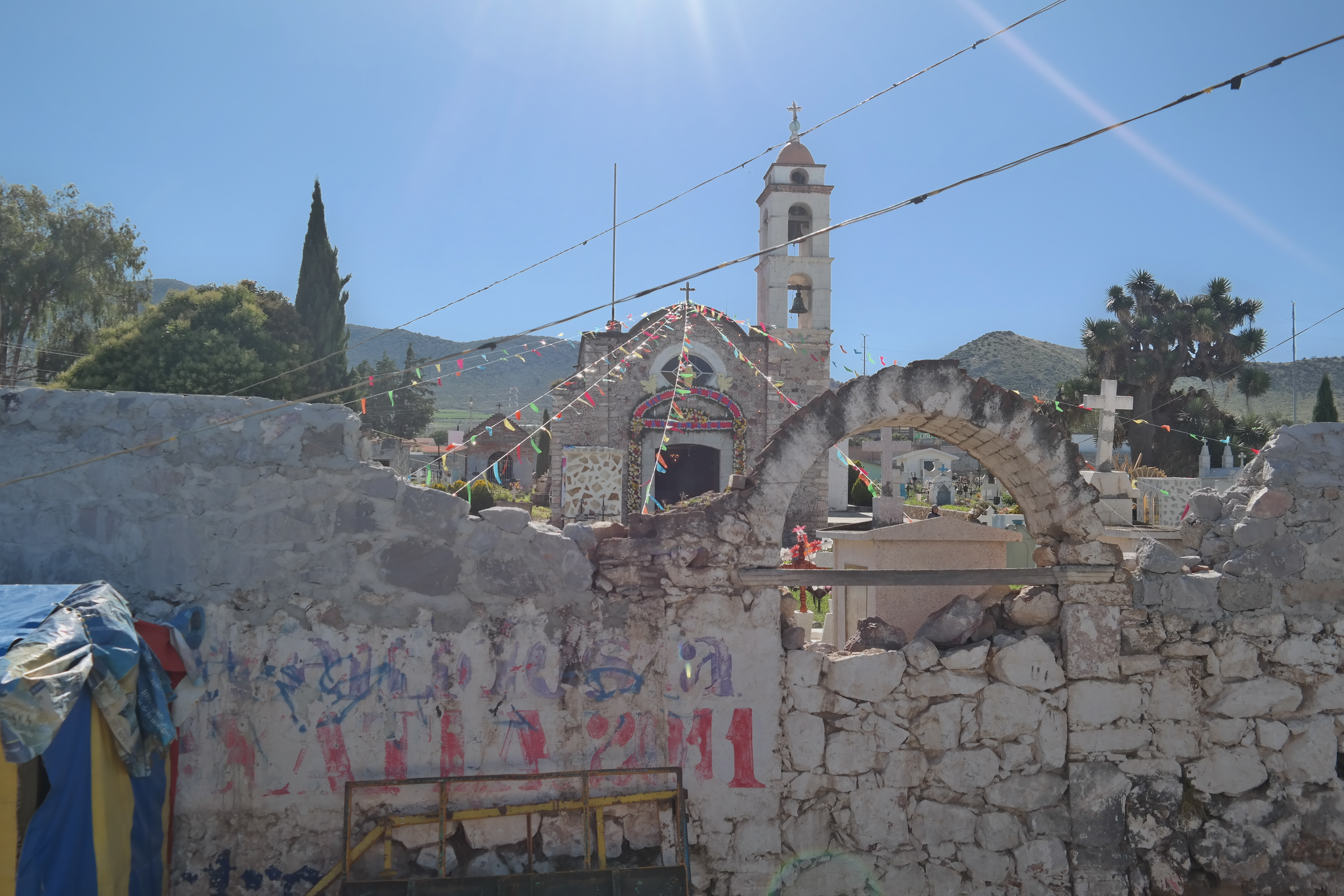
Localidad de Azoyatla de Ocampo.

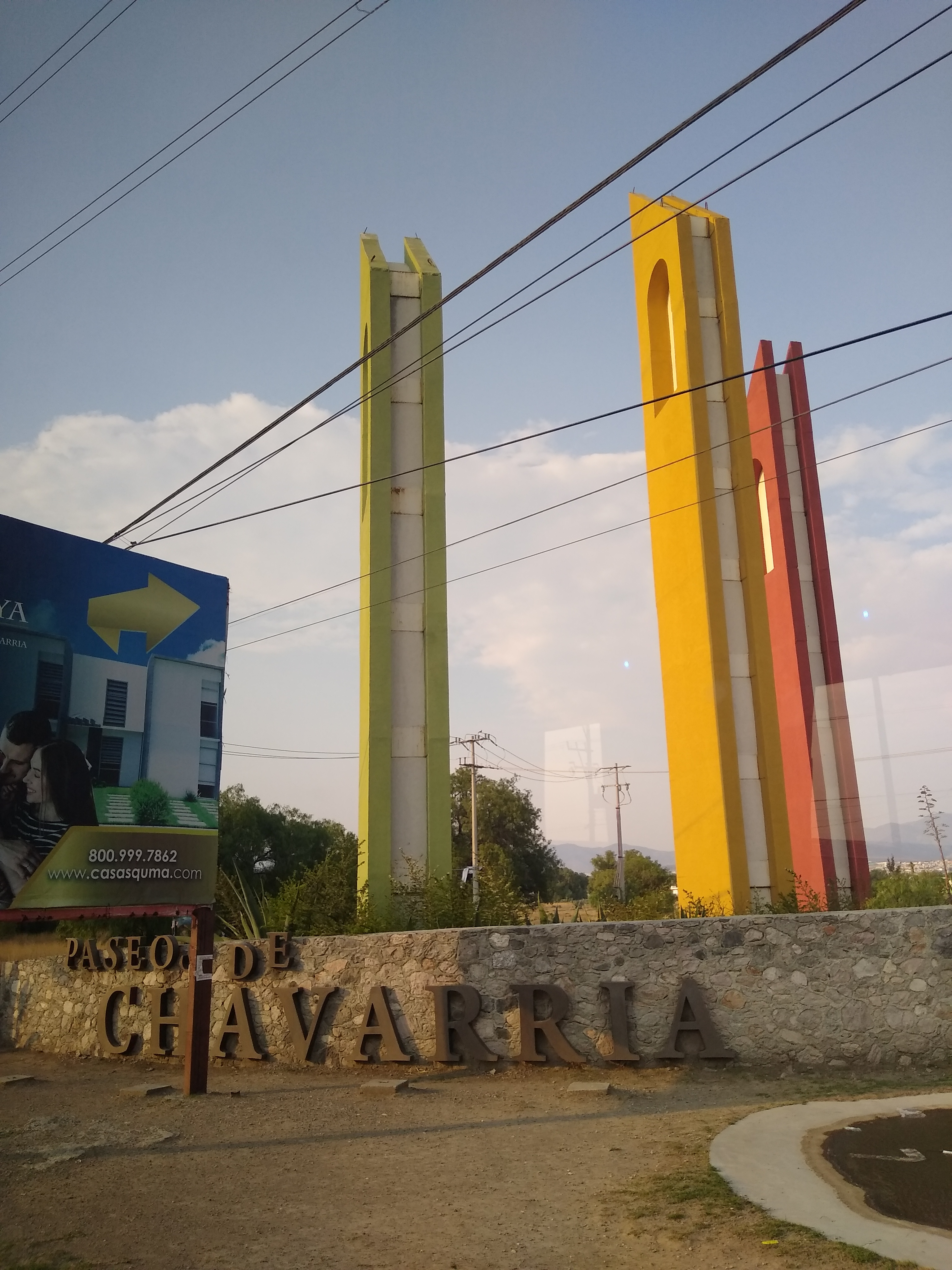
Localidad de Paseos de Chavarría.

Para el año 2020, de acuerdo al Catálogo de Localidades, el municipio cuenta con 120 localidades.
| Código INEGI | Localidad                                    | Población (2020) | Porcentaje (%) | Ámbito Población | Categoría Población |
| ------------ | -------------------------------------------- | ---------------- | -------------- | ---------------- | ------------------- |
| 130510027    | La Providencia Siglo XXI                     | 22 705           | 11.1986        | Urbano           | Pueblo              |
| 130510148    | Paseos de Chavarría                          | 22 023           | 10.8622        | Urbano           | Pueblo              |
| 130510139    | El Saucillo Fraccionamiento                  | 10 317           | 5.0886         | Urbano           | Pueblo              |
| 130510001    | Pachuquilla                                  | 9559             | 4.7147         | Urbano           | Cabecera municipal  |
| 130510083    | Rinconada de los Ángeles                     | 6754             | 3.3312         | Urbano           | Villa               |
| 130510078    | Los Tuzos                                    | 6670             | 3.2898         | Urbano           | Villa               |
| 130510093    | Campestre Villas del Álamo                   | 5862             | 2.8913         | Urbano           | Villa               |
| 130510063    | Colinas de Plata                             | 5579             | 2.7517         | Urbano           | Villa               |
| 130510151    | Hacienda Margarita                           | 5155             | 2.5426         | Urbano           | Villa               |
| 130510147    | Unidad Minera 11 de Julio                    | 5108             | 2.5194         | Urbano           | Villa               |
| 130510152    | Praderas de Virreyes                         | 4638             | 2.2876         | Urbano           | Comunidad           |
| 130510084    | San Fernando                                 | 4562             | 2.2501         | Urbano           | Comunidad           |
| 130510003    | Azoyatla de Ocampo                           | 4477             | 2.2081         | Urbano           | Comunidad           |
| 130510099    | Forjadores de Pachuca                        | 4027             | 1.9862         | Urbano           | Comunidad           |
| 130510014    | El Saucillo                                  | 3399             | 1.6765         | Urbano           | Comunidad           |
| 130510096    | La Colonia                                   | 3021             | 1.4900         | Urbano           | Comunidad           |
| 130510107    | Manuel Ávila Camacho                         | 3003             | 1.4811         | Urbano           | Comunidad           |
| 130510010    | Dos Carlos Pueblo Nuevo                      | 2938             | 1.4491         | Urbano           | Comunidad           |
| 130510100    | Carboneras Fraccionamiento                   | 2818             | 1.3899         | Urbano           | Comunidad           |
| 130510055    | PRI Chacón                                   | 2778             | 1.3702         | Urbano           | Comunidad           |
| 130510146    | Villas del Álamo                             | 2501             | 1.2335         | Urbano           | Comunidad           |
| 130510004    | Carboneras                                   | 2442             | 1.2044         | Rural            | Comunidad           |
| 130510006    | Santa María la Calera                        | 2261             | 1.1152         | Rural            | Comunidad           |
| 130510033    | Nuevo Centro de Población Agrícola el Chacón | 2218             | 1.0940         | Rural            | Comunidad           |
| 130510141    | Tulipanes                                    | 2155             | 1.0629         | Rural            | Comunidad           |
| 130510106    | Magisterio Digno                             | 2026             | 0.9993         | Rural            | Comunidad           |
| 130510029    | Santiago Jaltepec                            | 1958             | 0.9657         | Rural            | Comunidad           |
| 130510017    | El Venado                                    | 1920             | 0.9470         | Rural            | Comunidad           |
| 130510101    | Guadalupe Minerva                            | 1907             | 0.9406         | Rural            | Comunidad           |
| 130510082    | El Paraíso                                   | 1877             | 0.9258         | Rural            | Comunidad           |
| 130510142    | Paseo de los Tulipanes                       | 1877             | 0.9258         | Rural            | Comunidad           |
| 130510095    | Cipreses                                     | 1867             | 0.9208         | Rural            | Comunidad           |
| 130510023    | Colonia Militar                              | 1861             | 0.9179         | Rural            | Comunidad           |
| 130510133    | Río de la Soledad                            | 1814             | 0.8947         | Rural            | Comunidad           |
| 130510108    | Paseo de las Reynas                          | 1726             | 0.8513         | Rural            | Comunidad           |
| 130510150    | San Luis II                                  | 1457             | 0.7186         | Rural            | Comunidad           |
| 130510138    | San José                                     | 1440             | 0.7102         | Rural            | Comunidad           |
| 130510008    | La Noria                                     | 1412             | 0.6964         | Rural            | Comunidad           |
| 130510130    | Rinconadas de San Francisco                  | 1406             | 0.6935         | Rural            | Comunidad           |
| 130510057    | La Reforma                                   | 1355             | 0.6683         | Rural            | Comunidad           |
| 130510113    | Privada del Álamo                            | 1245             | 0.6141         | Rural            | Comunidad           |
| 130510126    | Rinconadas del Venado I                      | 1097             | 0.5411         | Rural            | Comunidad           |
| 130510134    | El Roble                                     | 1058             | 0.5218         | Rural            | Comunidad           |
| 130510119    | Privadas de San Javier                       | 1055             | 0.5203         | Rural            | Comunidad           |
| 130510012    | San Guillermo la Reforma                     | 995              | 0.4908         | Rural            | Comunidad           |
| 130510154    | Lomas de Nopalapa [Privada]                  | 865              | 0.4266         | Rural            | Comunidad           |
| 130510091    | El Álamo                                     | 841              | 0.4148         | Rural            | Comunidad           |
| 130510026    | El Portezuelo                                | 819              | 0.4039         | Rural            | Comunidad           |
| 130510143    | Unidad Habitacional CTM                      | 785              | 0.3872         | Rural            | Comunidad           |
| 130510136    | San Cristóbal Chacón                         | 773              | 0.3813         | Rural            | Comunidad           |
| 130510002    | Amaque                                       | 764              | 0.3768         | Rural            | Comunidad           |
| 130510137    | San Fernando (Chacón)                        | 762              | 0.3758         | Rural            | Comunidad           |
| 130510009    | San José Palma Gorda                         | 756              | 0.3729         | Rural            | Comunidad           |
| 130510111    | Privadas Bosques del Venado                  | 726              | 0.3581         | Rural            | Comunidad           |
| 130510054    | Unidad Habitacional Dina-Sidena Chacón       | 722              | 0.3561         | Rural            | Comunidad           |
| 130510007    | San Miguel la Higa                           | 720              | 0.3551         | Rural            | Comunidad           |
| 130510089    | Privada Don Pablo                            | 638              | 0.3147         | Rural            | Comunidad           |
| 130510098    | Las Flores                                   | 629              | 0.3102         | Rural            | Comunidad           |
| 130510092    | Bosques del Mineral                          | 604              | 0.2979         | Rural            | Comunidad           |
| 130510020    | Álamo Rústico                                | 602              | 0.2969         | Rural            | Comunidad           |
| 130510120    | Campestre Villas del Álamo (FOVISSSTE)       | 593              | 0.2925         | Rural            | Comunidad           |
| 130510104    | Lomas del Chacón                             | 583              | 0.2875         | Rural            | Comunidad           |
| 130510123    | Privada Quinta Bonita                        | 577              | 0.2846         | Rural            | Comunidad           |
| 130510069    | Los Gemelos                                  | 574              | 0.2831         | Rural            | Comunidad           |
| 130510127    | Rinconadas del Venado II                     | 573              | 0.2826         | Rural            | Comunidad           |
| 130510121    | Privada del Álamo II                         | 567              | 0.2797         | Rural            | Comunidad           |
| 130510090    | Las Águilas                                  | 522              | 0.2575         | Rural            | Comunidad           |
| 130510135    | SAHOP Chacón                                 | 506              | 0.2496         | Rural            | Comunidad           |
| 130510124    | Real de Oriente                              | 464              | 0.2289         | Rural            | Ranchería           |
| 130510118    | Privadas la Hacienda                         | 457              | 0.2254         | Rural            | Ranchería           |
| 130510131    | Rinconadas de San Francisco el Venado        | 454              | 0.2239         | Rural            | Ranchería           |
| 130510140    | Taxistas                                     | 452              | 0.2229         | Rural            | Ranchería           |
| 130510122    | Privadas del Parque                          | 451              | 0.2224         | Rural            | Ranchería           |
| 130510103    | Jorge Rojo Lugo (CBTIS 8)                    | 445              | 0.2195         | Rural            | Ranchería           |
| 130510105    | Lomas Portezuelo                             | 438              | 0.2160         | Rural            | Ranchería           |
| 130510128    | Rinconada del Álamo                          | 392              | 0.1933         | Rural            | Ranchería           |
| 130510117    | Privada Don Jaime                            | 383              | 0.1889         | Rural            | Ranchería           |
| 130510094    | CEUNI                                        | 368              | 0.1815         | Rural            | Ranchería           |
| 130510132    | Rincones del Paraíso                         | 368              | 0.1815         | Rural            | Ranchería           |
| 130510129    | Rinconada los Álamos                         | 325              | 0.1603         | Rural            | Ranchería           |
| 130510144    | Unidad Habitacional FSTSE                    | 298              | 0.1470         | Rural            | Ranchería           |
| 130510060    | Abundio Martínez                             | 297              | 0.1465         | Rural            | Ranchería           |
| 130510115    | Privadas del Sur                             | 296              | 0.1460         | Rural            | Ranchería           |
| 130510125    | Real de San Francisco                        | 295              | 0.1455         | Rural            | Ranchería           |
| 130510109    | Paseo de las Reynas I                        | 287              | 0.1416         | Rural            | Ranchería           |
| 130510112    | Privada de los Olivos                        | 259              | 0.1277         | Rural            | Ranchería           |
| 130510110    | Los Pinos                                    | 257              | 0.1268         | Rural            | Ranchería           |
| 130510068    | Jesús Ángeles Contreras                      | 232              | 0.1144         | Rural            | Ranchería           |
| 130510021    | La Pila                                      | 222              | 0.1095         | Rural            | Ranchería           |
| 130510145    | Valle Dorado                                 | 209              | 0.1031         | Rural            | Ranchería           |
| 130510097    | Unión Chacón                                 | 207              | 0.1021         | Rural            | Ranchería           |
| 130510116    | Privada Don Francisco                        | 160              | 0.0789         | Rural            | Ranchería           |
| 130510019    | Francisco Villa                              | 128              | 0.0631         | Rural            | Ranchería           |
| 130510114    | Privada del Bosque                           | 112              | 0.0552         | Rural            | Ranchería           |
| 130510073    | Loma Bonita (Palma Mocha)                    | 103              | 0.0508         | Rural            | Ranchería           |
| 130510087    | Ejido Ampliación el Saucillo                 | 95               | 0.0469         | Rural            | Ranchería           |
| 130510075    | Segunda Sección del Portezuelo               | 78               | 0.0385         | Rural            | Ranchería           |
| 130510031    | San Isidro                                   | 56               | 0.0276         | Rural            | Ranchería           |
| 130510102    | Industrial la Paz                            | 55               | 0.0271         | Rural            | Ranchería           |
| 130510077    | Exhacienda de Cadena                         | 46               | 0.0227         | Rural            | Ranchería           |
| 130510161    | San José Palacios [Colonia]                  | 34               | 0.0168         | Rural            | Ranchería           |
| 130510018    | Exhacienda San Lunes                         | 28               | 0.0138         | Rural            | Ranchería           |
| 130510155    | Las Palomas [Privada]                        | 27               | 0.0133         | Rural            | Ranchería           |
| 130510071    | El Llano                                     | 21               | 0.0104         | Rural            | Ranchería           |
| 130510149    | Pradera Dorada                               | 19               | 0.0094         | Rural            | Ranchería           |
| 130510153    | Alvento Habitat                              | 16               | 0.0079         | Rural            | Ranchería           |
| 130510086    | Agua Bendita                                 | 13               | 0.0064         | Rural            | Ranchería           |
| 130510059    | El Huizachal                                 | 12               | 0.0059         | Rural            | Ranchería           |
| 130510074    | San Francisco                                | 11               | 0.0054         | Rural            | Ranchería           |
| 130510157    | La Reforma (CANACINTRA) [Parque Industrial]  | 10               | 0.0049         | Rural            | Ranchería           |
| 130510058    | Las Ladrilleras (Parcela Número 8)           | 8                | 0.0039         | Rural            | Ranchería           |
| 130510156    | San Juan [Rancho]                            | 8                | 0.0039         | Rural            | Ranchería           |
| 130510088    | San Antonio (Florentino Baños) [Rancho]      | 6                | 0.0030         | Rural            | Ranchería           |
| 130510080    | El Capulín (Gonzalo Gamero Sánchez)          | 5                | 0.0025         | Rural            | Ranchería           |
| 130510061    | Los Alcatraces [Rancho]                      | 5                | 0.0025         | Rural            | Ranchería           |
| 130510052    | Exhacienda San Cayetano                      | 4                | 0.0020         | Rural            | Ranchería           |
| 130510062    | Exhacienda Santa Gertrudis                   | 4                | 0.0020         | Rural            | Ranchería           |
| 130510076    | El Popolito                                  | 2                | 0.0010         | Rural            | Ranchería           |
| 130510016    | El Velillo                                   | 2                | 0.0010         | Rural            | Ranchería           |
| 130510065    | Las Torres                                   | 1                | 0.0005         | Rural            | Ranchería           |

## Política
Se erigió como municipio el 13 de abril de 1920. El Honorable Ayuntamiento está compuesto por: un Presidente Municipal, un síndico, ocho Regidores, cincuenta y un Delegados Municipales y siete Comisariados Ejidales. De acuerdo al Instituto Nacional electoral (INE) el municipio está integrado por setenta y seis secciones electorales, de la 0726 a la 0738, de la 0740 a la 0741, 0929, de la 0937 a la 0938, de la 1708 a la 1717 y de la 1719 a la 1766.
Para la elección de diputados federales a la Cámara de Diputados de México y diputados locales al Congreso de Hidalgo, se encuentra integrado al IV Distrito Electoral Federal de Hidalgo, y al XVII Distrito Electoral Local de Hidalgo. A nivel estatal administrativo pertenece a la Macrorregión I y a la Microrregión V, además de a la Región Operativa I Pachuca.

### Cronología de presidentes municipales
| Periodo                  | Nombre                         | Afiliación política        |
| ------------------------ | ------------------------------ | -------------------------- |
| 1964-1967                | Cruz Arellano Sánchez          | -                          |
| 1967-1970                | Horacio Baños González         | -                          |
| 1970-1973                | Humberto Baños Digabrielli     | -                          |
| 1973-1976                | Bertha Riveroll Noble          | -                          |
| 1976-1979                | José Islas Islas               | -                          |
| 1979-1982                | Gempo Copca Islas              | -                          |
| 1982-1985                | Silvino Baños Corella          | -                          |
| 1985-1988                | Sergio López Licona            | -                          |
| 1988-1991                | Isidro Baños Ramos             | -                          |
| 1991-1994                | José Cecilio Rubén Contreras   | -                          |
| 16/01/1994 al 15/01/1997 | José Guadalupe Hidalgo Sánche  | PRI                        |
| 16/01/1997 al 15/01/2000 | María Guadalupe Baños Madrid   | PRI                        |
| 16/01/2000 al 15/01/2003 | Víctor Islas Morales           | PRI                        |
| 16/01/2003 al 15/01/2006 | Salvador Licona Ramírez        | PRI                        |
| 16/01/2006 al 15/01/2009 | Alejandro Islas Pérez          | PRI                        |
| 16/01/2009 al 15/01/2012 | Benigno Miguel Escamilla Baños | PRI                        |
| 16/01/2012 al 04/09/2016 | Filiberto Hernández Monzalvo   | Juntos por Hidalgo         |
| 05/09/2016 al 04/09/2020 | Raúl Camacho Baños             | PAN                        |
| 05/09/2020 al 14/12/2020 | Rubén Contreras Gómez          | Concejo Municipal Interino |
| 15/12/2020 al 12/03/2024 | Israel Jorge Félix Soto        | PRI                        |
| 12/03/2024 al 04/09/2024 | Fernando Escalante Sánchez     | Presidente Interino        |
| 05/09/2024 al 04/09/2027 | Eduardo Medecigo Rubio         | Morena                     |

## Economía
En 2015 el municipio presenta un IDH de 0.835 Muy Alto, por lo que ocupa el lugar 01° a nivel estatal; y en 2005 presentó un PIB de $7,701,655,683.00 pesos mexicanos, y un PIB per cápita de $112,099.00 (precios corrientes de 2005).
De acuerdo con el Consejo Nacional de Evaluación de la Política de Desarrollo Social (Coneval), el municipio registra un Índice de Marginación Muy Bajo. El 20.1% de la población se encuentra en pobreza moderada y 2.4% se encuentra en pobreza extrema. En 2015, el municipio ocupó el lugar 1 de 84 municipios en la escala estatal de rezago social.
A datos de 2015, en materia de agricultura en el municipio cuenta con bajas remuneraciones, el total de superficie sembrada en el municipio es de 4168 hectáreas aproximadamente.  Entre los cultivos cíclicos que más volumen y valor de producción tienen son cebada grano, maíz, fríjol y trigo. En ganadería no es considerada una fuente de empleo se tiene la costumbre de tener y criar algunas cabezas de ovinos, caprinos, porcinos y aves. En minería solo existe extracción de minerales no metálicos como es la arena y la arcilla así como la extracción de minerales metálicos no ferrosos en menor proporción.
El municipio cuenta con un parque industrial en el cual se encuentran diferentes tipos de industrias, entre los que más prevalecen son las industrias manufactureras. Para 2015 las unidades económicas, generaban empleos para 17 290 personas.
En lo que respecta al comercio, se cuenta con diez tianguis, y trece tiendas Liconsa; además de cuatro mercado y un rastro municipal. De acuerdo con cifras al año 2015 presentadas en los censos económicos del INEGI, la Población Económicamente Activa (PEA) del municipio asciende a 68 314 personas de las cuales 65 875 se encuentran ocupadas y 2439 se encuentran desocupadas. El 0.43% pertenece al sector primario, el 18.75% pertenece al sector secundario, el 79.66% pertenece al sector terciario y 1.16% no especificaron.